# Влажност
Влажност ваздуха представља количину водене паре у атмосфери и један од најважнијих климатских елемената.  Од њене количине директно зависи појава падавина. Водена пара, гасовито стање воде, генерално је невидљиво за људско око. Водена пара у атмосфери ефикасно апсорбује дуготаласно зрачење Сунца. Ваздух који садржи највећу могућу количину паре сматра се засићеним, ако пак дође до расхлађивања истог, он ће постати презасићен и настаће кондензација.
Влажност ваздуха зависи од температуре и притиска система од интереса. Иста количина водене паре резултира већом влажношћу у хладном ваздуху од топлог. Сродни параметар за прелазак водене паре у течно стање, при одређеној температури назива се тачка росе. Количина водене паре потребна за постизање засићења повећава се како температура расте. Како се температура честице ваздуха смањује, на крају ће доћи до тачке засићења без додавања или губитка водене масе. Количина водене паре садржане у узорку ваздуха може значајно да варира. На пример, узорак ваздуха у близини засићења може садржати 28 g (0,99 oz) воде по кубном метру ваздуха на 30 °C (86 °F), али само 8 g (0,28 oz) воде по кубном метар ваздуха на 8 °C (46 °F).
Широко се користе три примарна мерења влажности: апсолутна, релативна и специфична. Апсолутна влажност описује садржај воде у ваздуху и изражава се или у грамима по кубном метру или у грамима по килограму. Релативна влажност ваздуха, изражена у процентима, указује на тренутно стање апсолутне влажности у односу на максималну влажност при истој температури. Специфична влажност је однос масе водене паре према укупној маси влажног ваздуха.
Влага игра важну улогу за површински живот. За животиње које зависе од перспирације (знојења) ради регулације унутрашње телесне температуре, висока влажност смањује ефикасност размене топлоте смањењем брзине испаравања влаге са површина коже. Овај ефекат се може израчунати помоћу табеле индекса топлоте, такође познате као хумидекс.
Појам ваздуха који „задржава“ водену пару или је „засићен“ њиме често се помиње у вези са концептом релативне влажности. То, међутим, варљиво - количина водене паре која уђе (или може ући) у одређени простор на датој температури готово је независна од количине присутног ваздуха (азота, кисеоника итд). Заправо, вакуум има приближно једнак равнотежни капацитет да задржи водену пару као иста запремина испуњена ваздухом; оба су дата равнотежним притиском паре воде на датој температури. Постоји врло мала разлика, која се може занемарити у многим прорачунима уколико се не захтева велика тачност.

## Мерење влажности ваздуха
За мерење влажности ваздуха у атмосфери користе се посебни мерни инструменти — хигрографи и хигрометри. Напона водене паре се изражава у милиметрима живиног стуба mm Hg, а влажност ваздуха у процентима. На картама се изовапорама повезују места са истим напоном паре, а изохумидама места са истом релативном влажношћу ваздуха.
- Апсолутна влажност ваздуха представља масу водене паре у грамима која је садржана у 1 M³ ваздуха. Мења се у зависности од положаја копна и мора. У основи расте од поларних области према екватору. Највећа влажност ваздуха забележена је у Персијском заливу и делти Меконга.
- Релативна влажност ваздуха представља однос између апсолутне влажности и максималне могуће (Е), који би он могао имати на датој температури, до засићења. Релативна влажност ваздуха је већа зими него лети, на планинама лети расте са висином. Изражава се у процентима, веома сува ваздух има испод 55%, сув је између 55-74%, умерено влажан 75-90% и веома влажан је преко 90%.
- Специфична влажност ваздуха представља садржај грама водене паре у једном килограму влажног ваздуха.
- Дефицит засићености ваздуха представља разлику између максималне количине водене паре (Е) коју ваздух може да прими при одређеној температури и оне количине паре која се у том тренутку у њему налази. У суштини то је мањак водене паре до потпуног засићења. Изражава се у mm Hg.

## Врсте влажности

### Апсолутна влажност
Апсолутна влажност је количина воде од одређеној запремини ваздуха. Најчешћа јединица је грама по метру кубном, иако се може користити било која јединица за масу и запремину. Фунти по стопи кубној је уобичајена јединица у САЂу.
Ако би се сва вода у једном метру кубном ваздуха кондензовала у спремник, спремник би се могао извагати и тиме утврдити апсолутна влажност. Количина паре у том кубику ваздуха је апсолутна влажност тог метра кубног ваздуха. Више технички: маса водене паре {\displaystyle m_{w}}, по метру кубном ваздуха, {\displaystyle V_{a}} .
{\displaystyle AV={m_{w} \over V_{a}}}
Апсолутна влажност креће се у интервалу од 0 грама по метру кубном у сувом ваздуху до 30 грама по метру кубном (0,03 унца по метру кубном) када је пара засићена на 30 °.
Апсолутна влажност мења се како се притисак ваздуха мења. Ово је веома незгодно за прорачуне у хемијском инжењерингу. Као резултат тога, апсолутна влажност је у хемијском инжењерингу генерално дефинисана као маса водене паре по јединици масе сувог ваздуха, познато и као однос мешавине маса (погледајте испод), што је много ригорозније за прорачуне равнотеже топлоте и масе. Маса воде по јединици запремине у једначини изнад би тада била дефинисана као запреминска влажност. Због могуће забуне, Британски стандард BS 1339 (измењен 2002. године) сугерише избегавање појма „апсолутна влажност”. Јединице увек треба пажљиво проверити. Већина табела влажности дата је у јединицама g/kg или kg/kg, међутим, може се користити свака јединица за масу.
Инжењерство физичких и термодинамичких особина мешавина гас-пара назива се психрометрија.

### Омјер мешавине или однос влажности
Однос мешавине или однос влажности је изражен као однос килограма водене паре, {\displaystyle m_{w}}, по килограму сухог ваздуха, {\displaystyle m_{d}}, при датом притиску. Колоквијални израз садржај влаге се, такође, користи уместо термина однос мешавине/влажности. Однос влажности је стандардна оса на психрометријским табелама, те је користан параметар у психрометријским прорачунима, јер се не мења са температуром, осим када се ваздух охлади испод температуре рошења.
Тај однос дат је као:
{\displaystyle OMi={m_{w} \over m_{d}}}
Однос мешавине може се изразити преко парцијалног притиска водене паре:
{\displaystyle OMi=\delta {p_{w} \over {p_{a}-p_{w}}}}
где је
{\displaystyle \delta =0.62197} однос специфичних гасних константи, водене паре наспрам сувог ваздуха
{\displaystyle p_{w}=} парцијалних притисак водене паре у влажном ваздуху
{\displaystyle p_{a}=} атмосферски притисак влажног ваздуха

### Релативна влажност
Релативна влажност је дефинисана као однос парцијалног притиска водене паре у гасовитој мешавини ваздуха и водене паре наспрам засићеног притиска воде при датој температури. Релативна влажност се изражава у процентима, а рачуна се на следеће начин:
{\displaystyle RV={p_{({\rm {H_{2}O}})} \over p_{({\rm {H_{2}O)}}}^{*}}\times 100\%}
где је:
- {\displaystyle {p_{({\rm {H_{2}O)}}}}} парцијални притисак водене паре у гасовитој мешавини;
- {\displaystyle {p_{({\rm {H_{2}O)}}}^{*}}} притисак паре засићења воде при температури гасовите мешавине; и
- {\displaystyle RV_{\,_{\,}}} релативна влажност гасовите мешавине која се разматра.

### Специфична влажност
Специфична влажност је однос водене паре и ваздуха (укључујући водену пару и суви ваздух) у одређеној маси. Однос специфичне влажности је изражен као однос килограма водене паре, {\displaystyle m_{w}}, по килограму ваздуха (укључујући водену пару), {\displaystyle m_{t}} .
Тај однос се може исказати као:
{\displaystyle SH={m_{w} \over m_{t}}}
Специфична влажност је повезана са односом мешавине (и обрнуто) преко:
{\displaystyle SV={OM \over 1+OM}}
{\displaystyle MR={SV \over 1-SV}}

## Мерење и регулисање влажности
Постоје разне справе за мерење и регулисање влажности. Справа, којом се мери влажност, назива се психрометар или хигрометар. Влагостат се користи како би се регулисала влажност зграде са деовлаживачем. Ово се може упоредити са термометром и термостатом, који служе за контролисање температуре.
Глобално, влажност се мери кориштењем удаљених сателита. Ови сателити могу детектовати концентрације воде у тропосфери при висинама између 4 и 12 километара. Сателити, који могу мерити водену пару, имају сензоре који су осетљиви на инфрацрвено зрачење. Водена пара, специфично, апсорбује и поново зрачи у овом спектралном појасу.

## Влажност и густина ваздуха
Влажан ваздух је мање густ од сувог ваздуха, зато што су молекули воде ( = 18) мање густине од молекула азота (m = 28) и молекула кисеоника (m = 32). Око 78% молекула у сувом ваздуху су азот. Осталих 21% од молекула у сувом ваздуху је кисеоник (O2). Последњих 1% молекула сувог ваздуха је мешавина осталих гасова.
За било који гас, при датој температури и притиску, број садржаних молекула је константан за одређену запремину - погледајте закон идеалног гаса. Тако када се молекули воде (паре) помешају са сувим ваздухом, број молекула ваздуха мора се смањити за исти број у датој запремини, без повећања притиска или температуре. Отуда, маса по јединици запремине гаса (његова густина) се смањује. Исак Њутн је открио овај феномен и писао о њему у својој књизи Оптика.